# Сарком
Сарком је ретка врста тумора, који је веома разноврстан када је у питању место на коме се јавља. Сарком се разликује од осталих врста тумора јер се јавља у везивном ткиву. С обзиром на то да се ово ткиво налази свуда по телу, тумор се може јавити на више места: у костима, нервима, мишићима, хрскавици, тетивама, масним ткивима или крвним судовима. Постоји око 100 врста саркома, који су подељени у две групе: саркоми меког ткива и саркоми костију. 

## Саркоми меког ткива
Саркоми меког ткива су група малигних тумора који воде порекло из “меких ткива”. Мека ткива су мишићи, тетиве, масно ткиво, крвни и лимфни судови, нерви и зглобне овојнице. Меко потпорно ткиво чини половину телесне масе. Тумори који потичу из ових структура, иако хистолошки веома разнородни, сврставају се у исту групу малигних тумора то јест у групу саркома меких ткива, због сличних биолошких карактеристика, а тиме и сличног терапијског приступа.  Саркоми меких ткива могу настати било где у ткиву, али су најчешћи на рукама и ногама (50%), трупу и трбуху (40%) и глави и врату (10%). Саркоми меких ткива су ретки тумори. У Европи се сваке године дијагностикује нових 4 до 5 случајева на 100 000 људи. Саркоми	меких ткива су чешћи код одраслих особа.

## Подела
Они се деле у зависности од места на коме се налази канцер:
- Леиомиосарком – погађа мишићно ткиво
- Липосарком - погађа масно ткиво
- Ангиосарком - утиче на крв или лимфне судове
- Рабдомиосарком - погађа мишиће и везивно ткиво(укључује следеће сорте: ембрионална, алвеоларна, плеоморфна и вретенаста ћелија)
- Малигни тумор периферног нервног омотача
- Капошијев сарком - напада кожу
- Синовијални сарком
- Плеоморфни сарком (најрјеђи и најагресивнији тип липосаркома)
- Атипични липоматозни тумор
- Малигни солитарни фиброзни тумор
- Упални миофибробластични тумор
- Миофибробластични сарком ниског степена
- Гигантски ћелијски тумор меких ткива
- Малигни тумор гломуса
- Гастроинтестинални стромални тумор(ГИСТ)
- Хемангиоендотелиом (укључује следеће сорте: ретиформни, псеудомиогени и епителиоидни)
- Недиференцирани сарком вретенастих ћелија
- Недиференцирани плеоморфни сарком
- Недиференцирани сарком округлих ћелија
- Недиференцирани епителни сарком

## Фактори ризика
Фактор ризика повећава ризик од појаве тумора, али није ни неопходан ни довољан узрок за настанак тумора. Фактор ризика није сам узрок болести. Наследне и ненаследне генетске предиспозиције: 
- Ли-Фраумени синдром (наследни генетски синдром, изазван мутацијом П53 тумор-супресор гена)
- Фамилијарна аденоматозна полипоза (изазвана мутацијама АПЦ гена који је тумор супресор ген, развијају се полипи у дебелом цреву који могу да еволуирају у рак дебелог црева, међу пацијентима се са великом учесталошћу јављају и интра-абдоминални дезмодини тумори (врста тумора меких ткива))
- Гарднеров синдром
- РБ синдром ( породични синдром код кога постоји промена на РБ гену који је тумор супресор ген, пацијенти обично у детињству развијају малигне туморе ретине оба ока. Касније у животу се могу јавити саркоми меких ткива и кости)
- Неурофиброматоза 1 (вон Реклингхаусен-ова болест)
- Неурофиброматоза 2
- Јонизујуће зрачење
- Многи хемијски канцерогени

## Саркоми костију
Кост или коштано ткиво је потпорно везивно ткиво које подупире телесну структуру. Кости имају чврсту, снажну, шупљу унутрашњост и чине свега 14% наше укупне телесне масе. Кости су као и било који део нашег тела подложни дегенеративним, бенигним и малигним променама. Неконтролисано накупљање абнормалних станица које стварају масу или грумен ткива на кожи називамо тумором костију. 

### Остеосарком
Остеосарком је други по реду најчешћи малигни тумор костију. Остеосарком се већином појављује код деце и адолесцената (од 10. до 20. године живота), али се може јавити и касније. Старије особе које пате од Паџетове болести понекад добију ову врсту тумора. Већина остеосаркома се развија код пацијената који немају никаквих других болести и код оних који немају туморе у историји породичних болести. Отприлике половина остеосаркома се јавља у подручју колена али се он може развити у било којој кости. Остеосарком има тенденцију ширења на плућа. Остеосарком се углавном лечи комбинацијом хемотерапије и операције. Најпре се спроводи лечење хемотерапијом. У тој етапи лечења, бол се најчешће смањује. Тек након лечења хемотерапијом, приступа се хируршком лечењу односно одстрањењу тумора. 
Отприлике 75% пацијената преживи барем 5 година након постављања дијагнозе. Данас је у многим случајевима остеосаркома, могуће избјећи ампутацију. 
Остеосарком се може вратити и након лечења. Тада се обично појављује на истом или неком другом делу тела укључујући и плућа.
Један од најважнијих фактора у лечењу остеосаркома јесте пацијентов одговор на први циклус терапија. Пацијенти код којих ћелије тумора прогресивније нестају након спровођења терапије, имају боље шансе за излечење. 

### Хондросарком
Хондросарком је ретка врста канцера која се јавља у хрскавици око костију. Најчешће се јавља код одраслих преко 40 година старости. Иако хондросарком може напасти било коју кост, најчешће се јавља на костима кукова и бутина. 

#### Симптоми
Подразумевају:
- Велику избочину на том месту
- Оштар или туп бол на месту где се налази тумор. Бол се обично погоршава преко ноћи, и постаће сталан како расте канцер костију.
- Отицање и црвенило на месту тумора
- Гегање или смањена могућност употребе тог екстремитета.

### Кордома
Кордома је редак малигни тумор костију који се углавном јавља на кичми. Кордома се најчешће јавља на основи кичме (сакруму) или на основи лобање. Кордоми се формирају од ситних остатака нотокорда, свежња ћелија у ембриону који се развија у кичмену мождину. Кордома се може јавити у било ком узрасту, али је најчешћа код одраслих. Иако споро расту, кордоме су тумори које је тешко лечити јер се развијају веома близу кичме. 

#### Симптоми
Најчешћи знаци кордома су бол и неуролошке промене. Кордоми на лобањи најчешће изазивају главобољу, бол у врату или дупли вид. Ако су довољно велики, могу да утичу на осетљивост у лицу и покрете, глас, говор, и способност гутања. Кордоме на кичми и сакруму могу изазвати промене у функцији црева и бешике, бол, пробадање, утрнулост, или слабост руку и ногу.

### Јуингов сарком
Јуингов сарком малигни је тумор коштаног али и меког ткива, који као и остали експанзивни тумори може да да удаљене метастазе. Обично се јавља у дечјем или раном адолесцентном узрасту, најчешће између 10. и 20. године живота. Најчешће се јавља у подручју карлице, натколенице и надлакатне кости и ребара. Ово је после остеосаркома је најчешћи коштани тумор код деце и најмалигнији коштани тумор дечјег узраста. Јуингов сарком се шири из кости у којој настаје преко медуларног канала, или пробија кортекс и шири се у околно меко ткиво, захвата околне мишиће, и често прелази и преко проксималног зглоба. Преживљавање код локализираног тумора је 60-70% оболелих, 30% преживљавање је с метастазама по плућима те преживљавање мање од 10% је с метастазама на другим местима. Најчешћи симптоми су болови и оток. Ова врста тумора може доста нарасти, те може захватити целу дужину кости.  

## Симптоми
Симптоми саркома се разликују у зависности од места и типа саркома. Могу дуго времена постојати без било каквих симптома болести. Симптоми се обично јављају око места које је захваћено Ту спадају:
- Бол у стомаку
- Констипација, осећај испуњености црева
- Кашаљ
- Губитак даха
- Грудвица испод коже, која може постати већа
- Бол у захваћеној кости
- Оток у захваћеном делу
- Храмање
- Губитак тежине
- Крвава столица
- Анемија
- Обилни циклуси или крварење између циклуса (код гинеколошког саркома)
- Вагинално крварење после менопаузе
- Цурење крви из вагине
- Грудвица на вулви

## Дијагноза
Дијагноза коштаних саркома започиње темељном анамнезом и физичким прегледом који може открити карактеристичне знаке и симптоме. Лабораторијске студије нису нарочито корисне у дијагностици, мада неки коштани саркоми (попут остеосаркома) могу бити повезани са повишеним нивоом алкалне фосфатазе, док други (попут Јуинг саркома) могу бити повезани са повишеном стопом седиментације еритроцита. Студије снимања су од пресудног значаја за дијагнозу, а већина доктора ће у почетку наручити обичан рендгенски снимак. Дефинитивна дијагноза захтева биопсију тумора и пажљив преглед узорка од биопсије од стране искусног патолога. 
1. Анамнеза и физикални преглед
2. Тестови крви
3. Радиолошки прегледи
4. Патохистолошки преглед

## Фосилни остаци
Научници су током 2016. године известили о открићу тумора остеосаркома у 1,69 милиона година старом фосилу из костура данас изумрле врсте хоминина, што га чини најранијим познатим случајем рака човека. 